# Gennem medmenneskelighed til fred
Gennem medmenneskelighed til fred er en dansk dokumentarfilm fra 1969, der er instrueret af Svend Aage Lorentz.

## Handling
Støtte til verden nødlidende ved hjælp af Røde Kors frimærker. Filmen beretter om luftbroen til Biafra i den nigerianske borgerkrig og viser det store nødhjælpsarbejde, der redder millioner af menneskeliv, men stadig ikke er omfattende nok. Filmen viser de godt hundrede danske børn på astmahjemmet i Norge, men titusinde danske børn med astma mangler stadig den nødvendige hjælp. Vietnamkrigen og behovet for nødhjælp til den krigshærgede befolkning. Etableringen af et hospital i det tidligere belgiske Congo. Og sluttelig hjælpearbejde i Grønland.